# American Basketball Association 1967/68
Die ABA-Saison 1967/68 war die erste Spielzeit in der neugegründeten American Basketball Association. Die Saison begann am 13. Oktober 1967. Am Spielbetrieb nahmen 11 Mannschaften teil. Jedes Team absolvierte 78 Spiele. Die vier Besten jeder Division qualifizierten sich für die Playoffs. Am 4. Mai 1968 endete die Saison mit der ABA Championship. Die Pittsburgh Pipers besiegten in den Finalspielen die New Orleans Buccaneers und wurden damit der erste Meister der neuen Liga.

## Saisonnotizen
- Am 2. Februar 1967 wurde die neue Liga ins Leben gerufen.
- Vor der Saison wurden die Oakland Americans in Oakland Oaks umbenannt.
- Das Franchise, die nach Kansas City vergeben wurde, musste nach Denver umziehen, da sie keine Spielstätte finden konnte. Dort hieß sie zuerst Denver Larks, später Denver Rockets.
- Die New Jersey Freighters wurden vor der Saison in die New Jersey Americans umbenannt.
- Rick Barry war der erste NBA-Star, der in der ABA bei den Oakland Oaks unterschrieb, saß aber wegen eines Rechtsstreits mit den San Francisco Warriors die ganze Saison aus.
- Das erste ABA All-Star Game fand am 9. Januar 1968 in Indianapolis statt.
- New Jersey musste ein Entscheidungsspiel gegen die Kentucky Colonels um den letzten Playoffplatz in der Eastern Division austragen. Da die normale Halle in New Jersey aber besetzt war und die Ersatzhalle unbespielbar, wurden die Colonels zum Sieger erklärt.

## Auszeichnungen
- ABA Most Valuable Player: Connie Hawkins (Pittsburgh)
- ABA Rookie of the Year: Mel Daniels (Minnesota)
- ABA Coach of the Year: Vince Cazzetta (Pittsburgh)
- ABA All-Star Game Most Valuable Player: Larry Brown (New Orleans)

### ABA All-League Team
| Pos | First Team                   | Second Team              |
| --- | ---------------------------- | ------------------------ |
| F   | Connie Hawkins, Pittsburgh   | Roger Brown, Indiana     |
| F   | Doug Moe, New Orleans        | Cincy Powell, Dallas     |
| C   | Mel Daniels, Minnesota       | John Beasley, Dallas     |
| G   | Larry Jones, Denver          | Larry Brown, New Orleans |
| G   | Charlie Williams, Pittsburgh | Louie Dampier, Kentucky  |

## Endstände
S = Siege, N = Niederlagen, PCT = prozentualer Sieganteil, P = Rückstand auf Divisionsführenden
In Klammern sind die Platzierungen in den Setzlisten der jeweiligen Division-Playoffs aufgeführt.
| Eastern Division |                            |    |    |      |    |
| #                | Team                       | S  | N  | PCT  | P  |
| 1                | Pittsburgh Pipers (1)      | 54 | 24 | .692 | -  |
| 2                | Minnesota Muskies (2)      | 50 | 28 | .641 | 4  |
| 3                | Indiana Pacers (3)         | 38 | 40 | .487 | 16 |
| 4                | Kentucky Colonels (4)      | 36 | 42 | .462 | 18 |
| 5                | New Jersey Americans       | 36 | 42 | .462 | 18 |
| Western Division |                            |    |    |      |    |
| #                | Team                       | S  | N  | PCT  | P  |
| 1                | New Orleans Buccaneers (1) | 48 | 30 | .615 | -  |
| 2                | Dallas Chaparrals (2)      | 46 | 32 | .590 | 2  |
| 3                | Denver Rockets (3)         | 45 | 33 | .577 | 3  |
| 4                | Houston Mavericks (4)      | 29 | 49 | .372 | 19 |
| 5                | Anaheim Amigos             | 25 | 53 | .321 | 23 |
| 6                | Oakland Oaks               | 22 | 56 | .282 | 26 |

## Playoffs 1968
Die erste Play-off-Runde wurde im Best-of-Five-Format ausgetragen. Alle weiteren Runden waren Best-of-Seven-Serien.

| Division Semifinal | Division Semifinal     | Division Semifinal     |    |                   | Division Final | Division Final | Division Final |  |  | ABA Championship | ABA Championship | ABA Championship |
|                    |                        |                        |    |                   |                |                |                |  |  |                  |                  |                  |
| E1                 | Pittsburgh Pipers      | 3                      |    |                   |                |                |                |  |  |                  |                  |                  |
| E3                 | Indiana Pacers         | 0                      |    |                   |                |                |                |  |  |                  |                  |                  |
| E3                 | Indiana Pacers         | 0                      | E1 | Pittsburgh Pipers | 4              |                |                |  |  |                  |                  |                  |
|                    |                        |                        | E1 | Pittsburgh Pipers | 4              |                |                |  |  |                  |                  |                  |
|                    | E2                     | Minnesota Muskies      | 1  |                   |                |                |                |  |  |                  |                  |                  |
| E4                 | E2                     | Minnesota Muskies      | 1  | Kentucky Colonels | 2              |                |                |  |  |                  |                  |                  |
| E4                 |                        |                        |    | Kentucky Colonels | 2              |                |                |  |  |                  |                  |                  |
| E2                 | Minnesota Muskies      | 3                      |    |                   |                |                |                |  |  |                  |                  |                  |
| E2                 | Minnesota Muskies      | 3                      | E1 | Pittsburgh Pipers | 4              |                |                |  |  |                  |                  |                  |
|                    |                        |                        |    | Pittsburgh Pipers | 4              |                |                |  |  |                  |                  |                  |
|                    | W1                     | New Orleans Buccaneers | 3  |                   |                |                |                |  |  |                  |                  |                  |
| W2                 | W1                     | New Orleans Buccaneers | 3  | Dallas Chaparrals | 3              |                |                |  |  |                  |                  |                  |
| W2                 |                        |                        |    | Dallas Chaparrals | 3              |                |                |  |  |                  |                  |                  |
| W4                 | Houston Mavericks      | 0                      |    |                   |                |                |                |  |  |                  |                  |                  |
| W4                 | Houston Mavericks      | 0                      | W2 | Dallas Chaparrals | 1              |                |                |  |  |                  |                  |                  |
|                    |                        |                        | W2 | Dallas Chaparrals | 1              |                |                |  |  |                  |                  |                  |
|                    | W1                     | New Orleans Buccaneers | 4  |                   |                |                |                |  |  |                  |                  |                  |
| W3                 | W1                     | New Orleans Buccaneers | 4  | Denver Rockets    | 2              |                |                |  |  |                  |                  |                  |
| W3                 |                        |                        |    | Denver Rockets    | 2              |                |                |  |  |                  |                  |                  |
| W1                 | New Orleans Buccaneers | 3                      |    |                   |                |                |                |  |  |                  |                  |                  |

### ABA Finals 1968
| Spiel | Datum     | Heimteam    | Auswärtsteam | Ergebnis     | Stand |
| ----- | --------- | ----------- | ------------ | ------------ | ----- |
| 1     | 18. April | Pittsburgh  | New Orleans  | 120:112      | 1:0   |
| 2     | 20. April | Pittsburgh  | New Orleans  | 100:109      | 1:1   |
| 3     | 24. April | New Orleans | Pittsburgh   | 109:101      | 2:1   |
| 4     | 25. April | New Orleans | Pittsburgh   | 105:106 (nV) | 2:2   |
| 5     | 27. April | Pittsburgh  | New Orleans  | 108:111      | 2:3   |
| 6     | 1. Mai    | New Orleans | Pittsburgh   | 112:118      | 3:3   |
| 7     | 4. Mai    | Pittsburgh  | New Orleans  | 122:113      | 4:3   |

- Connie Hawkins von den Pittsburgh Pipers wurde zum Most Valuable Player der ABA Finals ernannt.